# وست آلکساندر (پنسیلوانیا)
وست آلکساندر (به انگلیسی: West Alexander) یک منطقهٔ مسکونی در ایالات متحده آمریکا است که در پنسیلوانیا واقع شده‌است. وست آلکساندر ۶۰۴ نفر جمعیت دارد.